# Лютинка (приток Хотынки)
Лютинка — река в России, протекает по Шимскому району Новгородской области. Устье реки находится в 19 км по правому берегу реки Хотынка. Длина реки составляет 10 км.
В 2 км от устья, по правому берегу реки впадает река Толшовка.
На реке стоит деревня Людятино Уторгошского сельского поселения.

## Данные водного реестра
По данным государственного водного реестра России относится к Балтийскому бассейновому округу, водохозяйственный участок реки — Шелонь, речной подбассейн реки — Волхов. Относится к речному бассейну реки Нева (включая бассейны рек Онежского и Ладожского озера).
Код объекта в государственном водном реестре — 01040200412102000024960.